# Бентсон, Тереза
Мари́я Тере́за Блан (фр. Marie Thérèse Blanc), более известная под псевдонимом Тере́за Бентсо́н (Thérèse Bentzon; Th. Bentzon; 21 сентября 1840, Сен-Пор — 1907, Париж) — французская журналистка, эссеистка и романистка; сотрудница журнала «Revue des Deux Mondes».
Урождённая баронесса Сольмс (de Solms), дочь вюртембергского консула в Париже.
Писала статьи о современной ей английской и немецкой литературе. Первый её роман «Un divorce», появившийся в «Journal des Débats» в 1871 году, сразу обратил на себя общее внимание. За ним последовало множество других, затрагивавших преимущественно женский вопрос. Под псевдонимом Тереза Бентсон она приобрела известность повестями и переводами, печатавшимися впервые почти исключительно в «Revue des Deux Mondes».
Благодаря её переводам и комментариям получил большую известность во Франции автор понятия мазохизма, австрийский писатель Леопольд фон Захер-Мазох (1836—1895).

## Издания
Отдельные издания:
- «Le roman d’un muet» (1868),
- «Un Divorce» (1872),
- «La vocation de Louise» (1873);
- «Une Vie manquée» (1874),
- «Le violon de Job» (1875),
- «Sang mêlé» (1875),
- «Un remords» (1878),
- «La Grande saulière» (1878),
- «L’obstacle» (1879), премия Французской академии,
- «Yette, histoire d’une jeune Créole» (1880; 1882),
- «Georgette» (1880),
- «Yvonne» (1881),
- «Tête folle» (1883),
- «Tony» (1884), также премированное академией;
- «Émancipée» (1887);
- «Contes de tous les pays» (1890)
- «Constance» (1891);
- «Jacqueline» (1893);
- «Une double épreuve» (1896);
- «Tchelovek» (1900);
- «Au-dessus de l’abime» (1905).

Критические и историко-литературные статьи Бентсон составили два сборника:
- «Littérature et moeurs étrangères» (1882);
- «Nouveaux romanciers américains» (1885).